# Выльская волость
Выльская волость — административная единица в составе Ядринского уезда Нижегородской губернии. Волость существовала до 1781 года.

## История
По данным II ревизии 1747 г. в волости числились населённые пункты:
| Название                    | Совр. название                                 | Совр. расположение |
| --------------------------- | ---------------------------------------------- | ------------------ |
| село Вознесенское-Штанашево | Штанаши                                        | Красночетайский    |
| деревня Выла                | Выла (Атмалкасы)                               | Аликовский         |
| деревня Ураскильдина        | Раскильдино                                    | Аликовский         |
| деревня Токташева           | Большие Токташи                                | Аликовский         |
| деревня Яушева              | ныне не существует (в составе с. Николаевское) | Ядринский          |
| деревня Акказина            | Верхнее Аккозино                               | Красночетайский    |
| деревня Хочашева            | Хочашево                                       | Ядринский          |
| деревня Кумаркина           | Кумаркино                                      | Ядринский          |
| деревня Шемердянова         | Большие Шемердяны                              | Ядринский          |
| деревня Большая Четаева     | ныне не существует                             |                    |
| деревня Малая Четаева       | Малые Четаи                                    | Ядринский          |
| деревня Атаева              | Старые Атаи                                    | Красночетайский    |
| деревня Тоганашева          | Тоганаши                                       |                    |